# The Right to Strike
The Right to Strike é um filme de drama mudo britânico de 1923, dirigido por Fred Paul, com roteiro de Walter Summers baseado em peça teatral de Ernest Hutchinson.